# واشمزين
واشمزين هي قرية في مقاطعة سردشت، إيران. يقدر عدد سكانها بـ 93 نسمة بحسب إحصاء 2016.